# Vladimir Aïtoff
Vladimir Aïtoff (auch Wladimir Aïtoff; * 5. August 1879 in Paris; † 6. September 1963 ebenda) war ein französischer Mediziner und Rugby-Union-Spieler. Er wurde mit der französischen Mannschaft 1900 Rugby-Olympiasieger.

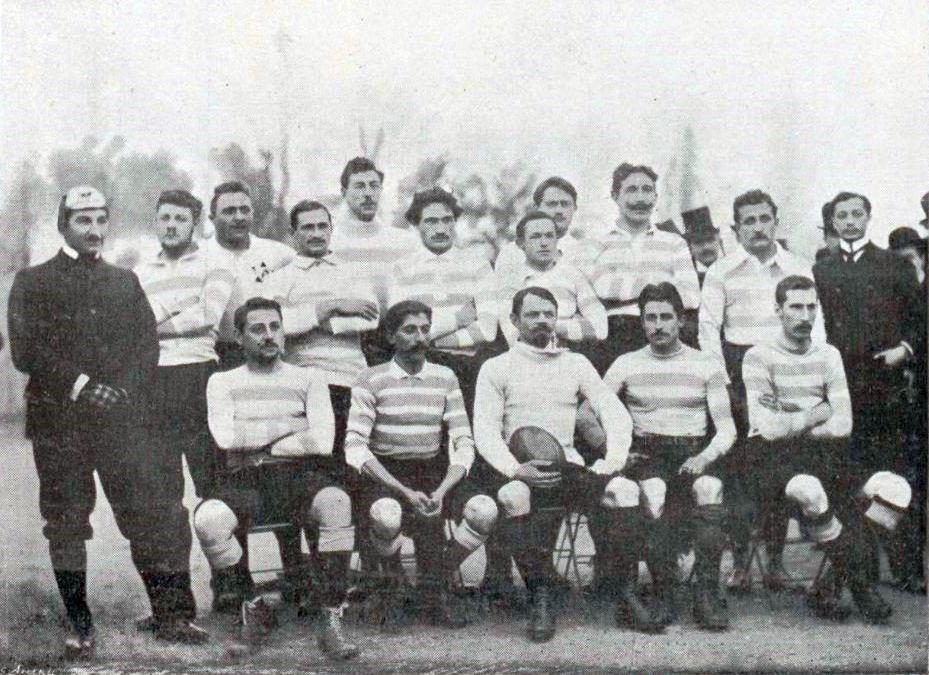
Vladimir Aïtoff bei Racing 92, 1899 (stehend, 3. Spieler von rechts)

Während seines Medizinstudiums in Paris spielte Aïtoff Rugby im Sturm des Racing Club de France. Mit dem Club wurde er 1900 und 1902 französischer Meister. Zudem gehörte er der Auswahl des französischen Sportverbandes USFSA für das Rugbyturnier bei den Olympischen Sommerspielen 1900 an, die mit Siegen gegen die deutschen und englischen Teilnehmerteams Olympiasieger wurde.
Aïtoff war 1903/04 Schüler Joseph Babinskis. 1905 ging er als Arzt zum französischen Krankenhaus in der damaligen russischen Hauptstadt St. Petersburg und blieb dort auch während des Ersten Weltkrieges als Mitglied der französischen Militärmission in Russland. Für seinen Einsatz während des Krieges wurde er als Ritter in die Ehrenlegion aufgenommen. Nach dem Krieg arbeitete er weiter als Arzt und engagierte sich gegen Prostitution und Alkoholismus.
Am 15. August 1944 wurde er von der deutschen Besatzungsmacht ins KZ Buchenwald verschleppt und später in das Außenlager Langenstein-Zwieberge überstellt, wo ihn amerikanische Truppen am 13. April 1945 befreiten.
Seine Halbschwester Irène Aïtoff war eine erfolgreiche Pianistin, sein Vater David Aïtoff war ein russischer Emigrant und bekannter Kartograf.

## Werke
- Contribution à l'étude des effets du sulfure de carbone; Paris, 1905
- Dr. Aïtoff. Quelques réflexions sur la prostitution réglementée; Ligue française pour le relèvement de la moralité publique, Paris 1941
- Le Problème de l'alcoolisme; Cartel d'action morale et sociale; Ligue nationale contre l'alcoolisme, Paris 1949
- Ce que tout Français devrait savoir; Comité de défense contre l'alcoolisme, Paris 1956